# Csopak
Csopak est un village et une commune du comitat de Veszprém en Hongrie.
Il est réputé pour son vin d'appellation d'origine protégée (AOP) Csopak ou Csopaki, ainsi que pour sa plage de sable (en langue hongroise : strand). 

## Honneur
L'astéroïde (589718) Csopak est nommé en son honneur.